# مارك ويلفورد
مارك ويلفورد (بالإنجليزية: Mark Wilford)‏ هو متسلق جبال أمريكي، ولد في 27 يناير 1959.